# Noritada Saneyoshi
Noritada Saneyoshi (實好 礼忠?, Saneyoshi Noritada; Prefettura di Ehime, 19 ottobre 1972) è un ex calciatore giapponese, di ruolo difensore.
Attualmente è l'allenatore del Gamba Osaka U-23.

## Palmarès

### Giocatore

#### Competizioni nazionali
- J. League Division 1: 1

Gamba Osaka: 2005
- Coppa J. League: 1

Gamba Osaka: 2007
- Supercoppa del Giappone: 1

Gamba Osaka: 2007